# الاحتلال الياباني للممتلكات الاستعمارية الألمانية
انضمت اليابان إلى الحرب العالمية الأولى من أجل الاستحواذ على مستعمرات المحيط الهادئ.  خلال شهر أكتوبر 1914، أرسلت اليابان سفنًا لاحتلال المستعمرات الألمانية في جزر ماريانا ومارشال وبالاو وكارولين.  استخدمت هذه الجزر لاحقًا لتحقيق ميزة استراتيجية في الحرب العالمية الثانية.

## خلفية
انضمت اليابان إلى الحرب لأنها كانت بالفعل في تحالف مع الإمبراطورية البريطانية وأرادت الحصول على المزيد من الأراضي. انضمت اليابان إلى الحرب في 23 أغسطس 1914، وهاجمت المستعمرات الألمانية في الصين في 27 أغسطس 

## اشتباكات
العدوان الياباني
أثناء الحرب العالمية الأولى، كانت اليابان متحالفة مع بريطانيا وقررت خوض الحرب ضد ألمانيا. بدأت اليابان في بادئ الأمر بمحاصرة الممتلكات الألمانية في الصين. ثم أرسلت اليابان البحرية الإمبراطورية اليابانية إلى جزر المحيط الهادئ التي يسيطر عليها الألمان.  ومع ذلك، انزعج البريطانيون من العدوان الياباني في المحيط الهادئ، وطلبوا منهم عدم مهاجمتهم. 
الدفاعات الألمانية
ولم تكن ألمانيا تخطط للدفاع عن الجزر، لأنها لم تكن تعتقد أنها ستتعرض للهجوم. عندما غزا اليابانيون الجزر، واجهوا اشتباكات صغيرة مع الضباط الألمان والشرطة والسكان المحليين، لكن هذه الاشتباكات لم تمنع اليابانيين من غزو الجزر.  كان أحد الأمثلة على المقاومة في جزيرة بونبي الميكرونيزية، حيث تراجع ضابط واثنان من ضباط الصف في فرقة الشرطة وخمسون من فرقة الشرطة الميلانيزية إلى الغابات.  كان هناك مثال آخر عندما حاول طاقم سفينة إس إم إس بلانيت إغراقها عند مدخل الميناء في ياب في محاولة لمنع السفن اليابانية من الدخول.  وكان المثال الثالث عندما تمرد رقيب في جزيرة سايبان ضد مشاة البحرية اليابانيين الذين كانوا ينزلون من خلال حشد قوة الشرطة المحلية ومقاومتهم على الشاطئ. 

## الاحتلال الياباني
أمر وزير البحرية القادة اليابانيين بعدم احتلال أي جزيرة. عصى تانين يامايا الأمر واحتل جزيرة جالويت في 29 سبتمبر. وطلب منه وزراء البحرية التراجع عن الاحتلال العسكري للجزيرة، إلا أنهم غيروا رأيهم. وتم احتلال الجزيرة مرة أخرى في وقت لاحق في 3 أكتوبر. وبعد ذلك في 5 أكتوبر، احتلت اليابان كوسراي. وبعد ذلك شرع اليابانيون في احتلال الجزر الأخرى لأن المملكة المتحدة لم ترد. تم الاستيلاء على بونبي في كارولين في 7 أكتوبر، على الرغم من أن استسلام المنطقة تأخر بضعة أيام بسبب قوة دفاع محلية صغيرة اختبأت في داخل الجزيرة لشن مقاومة. وأدركوا لاحقًا أن وضعهم ميؤوس منه فاستسلموا. كما سقطت ياب في 7 أكتوبر، وكانت التوترات الوحيدة هناك هي القصف وتدمير المحطة اللاسلكية وإغراق <i>سفينة إس إم إس بلانيت</i>،  تلا ذلك احتلال كورور في 8 أكتوبر، وأنغاور في 9 أكتوبر. تم الاستيلاء على جزيرة تروك أتول في 12 أكتوبر، وسايبان في 14 أكتوبر أثناء مواجهة مقاومة ضئيلة، وروتا في 21 أكتوبر. في أقل من شهر، احتلت اليابان جميع جزر غينيا الجديدة الألمانية إلى جانب ناورو. 

## نتائج
بعد الاحتلال
بعد أن احتل اليابانيون الجزر الألمانية، لم يواجهوا أي نوع من التمرد. 
انتداب البحار الجنوبية
وفي أعقاب الاحتلال الياباني الأولي للجزر، تم اعتماد سياسة السرية. وأوضحت اليابان أنها لا ترحب بدخول السفن الأجنبية إلى المياه الميكرونيزية، حتى تلك التابعة لحلفائها في زمن الحرب. كان هذا يُعرف باسم انتداب البحار الجنوبية. 